# Moscato d'Asti

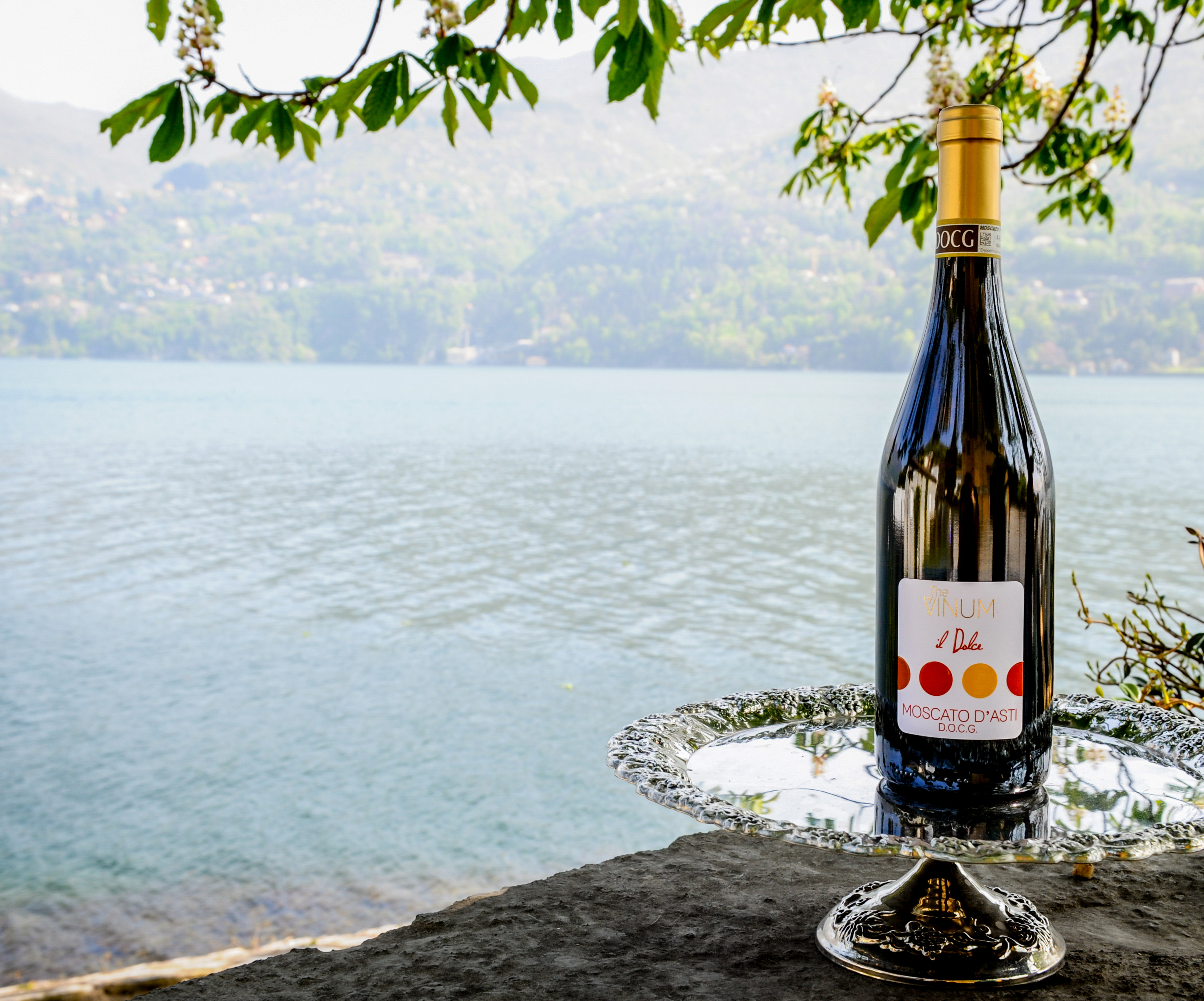
Botella de vino Moscato frente a una playa.

El Moscato d'Asti es una "Denominazione di origine controllata e garantita" de vino blanco producido principalmente en la provincia de Asti, en el noroeste de Italia, y en menor cantidad en las provincias vecinas de Alessandria y Cuneo.  Es un vino dulce y de bajo contenido alcohólico, que se suele tomar con el postre. Se elabora a partir de la uva Moscato Bianco (Moscatel). 
Hay un vino parecido Asti spumante, con el que comparte la DOCG, aunque a diferencia de éste el Moscato d'Asti no es espumante.